# Super universas

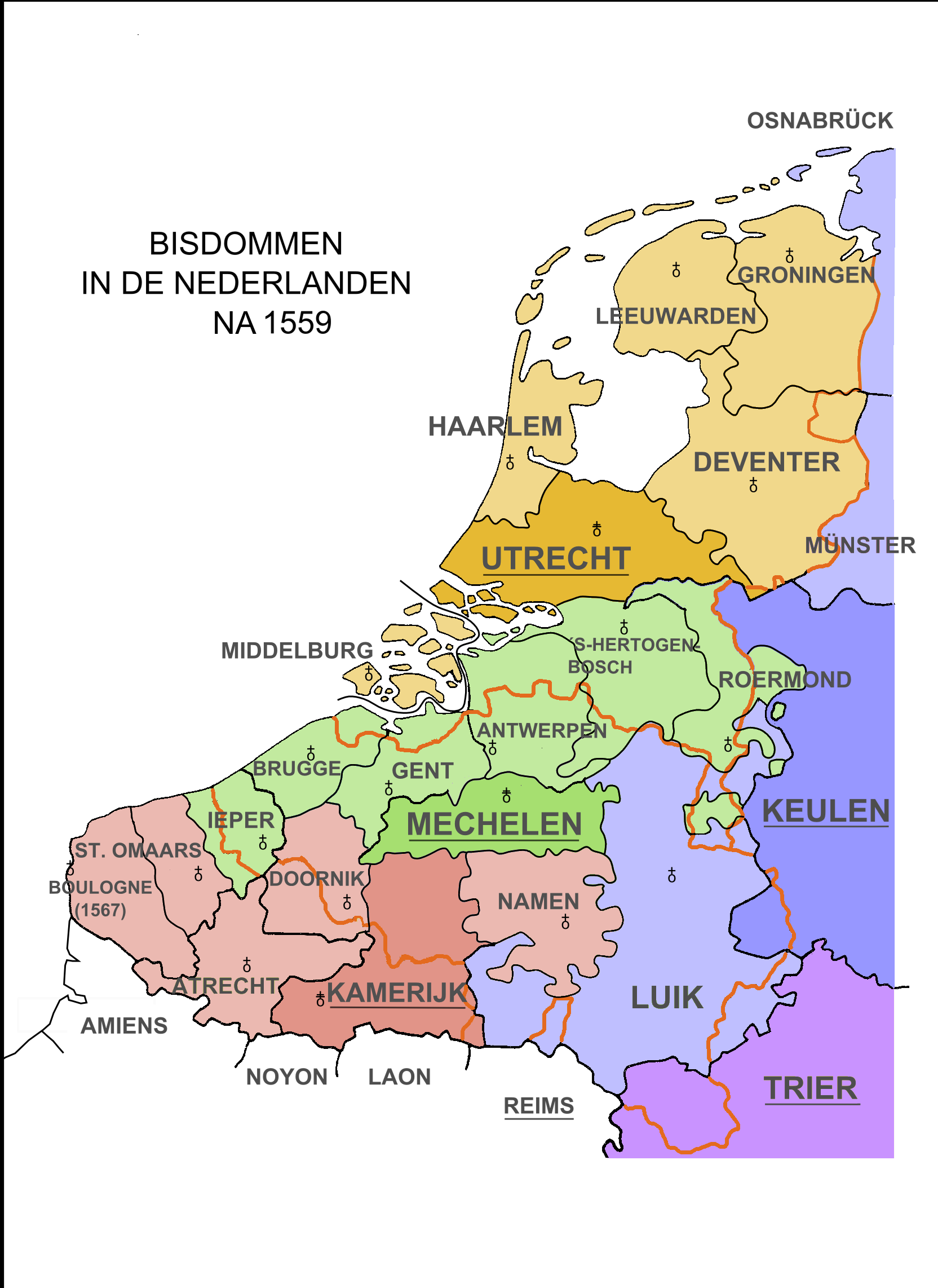
Bisdommen in de Nederlanden na Super universas

Super universas is de bul van 12 mei 1559 waarmee paus Paulus IV de kerkelijke hiërarchie en de bisdommen in de Spaanse Nederlanden hervormde. In dit gebied werden de diocesane territoria verkleind om beter samen te vallen met de staatkundige en linguïstieke realiteit. De hoofdbedoeling was een episcopaat te creëren dat beter toezicht kon houden op de geestelijkheid en zodoende de Kerk beter zou wapenen tegen het opkomende protestantisme. Daarnaast droeg de hervorming bij aan de koninklijke centralisatiepolitiek en moest ze de uitvoering van de Tridentijnse hervormingen, die nog in uitwerking waren, vergemakkelijken.
De architect van het hervormingsplan was de Leuvense theoloog Sonnius, die politieke steun kreeg van Viglius, raadsheer van keizer Karel V en koning Filips II. Alle Nederlanden ten noorden en ten westen van het prinsbisdom Luik (dus niet het hertogdom Luxemburg) werden opnieuw ingedeeld in drie aartsbisdommen (de kerkprovincies Utrecht, Kamerijk en Mechelen) en achttien bisdommen, met de aartsbisschop van Mechelen als primaat. De circumscriptiebullen die de grenzen vastlegden, werden aangenomen in 1561 door paus Pius IV. Granvelle werd dat jaar de eerste primaat.
Koning Filips II van Spanje en zijn opvolgers als heer der Nederlanden kregen door Super universas het recht van voordracht voor alle bisschopszetels, behalve Kamerijk. Hoewel de eigenlijke benoeming in handen van de paus bleef, was dit toch een beduidende versterking van het koninklijk gezag. Het loon van de nieuwe prelaten werd gefinancierd door de incorporatie van enkele vermogende abdijen, wat uiteraard ongenoegen veroorzaakte. Ook bij de hoge adel was er protest, alsmede bij de aangrenzende kerkvorsten in Keulen en Reims. Zij moesten zich erbij neerleggen dat de losmaking van de Nederlanden uit Frankrijk en Duitsland (door de Transactie van Augsburg en de Pragmatieke Sanctie) nu doorgetrokken werd tot een kerkelijke verzelfstandiging. 

## Structuur vóór 1559

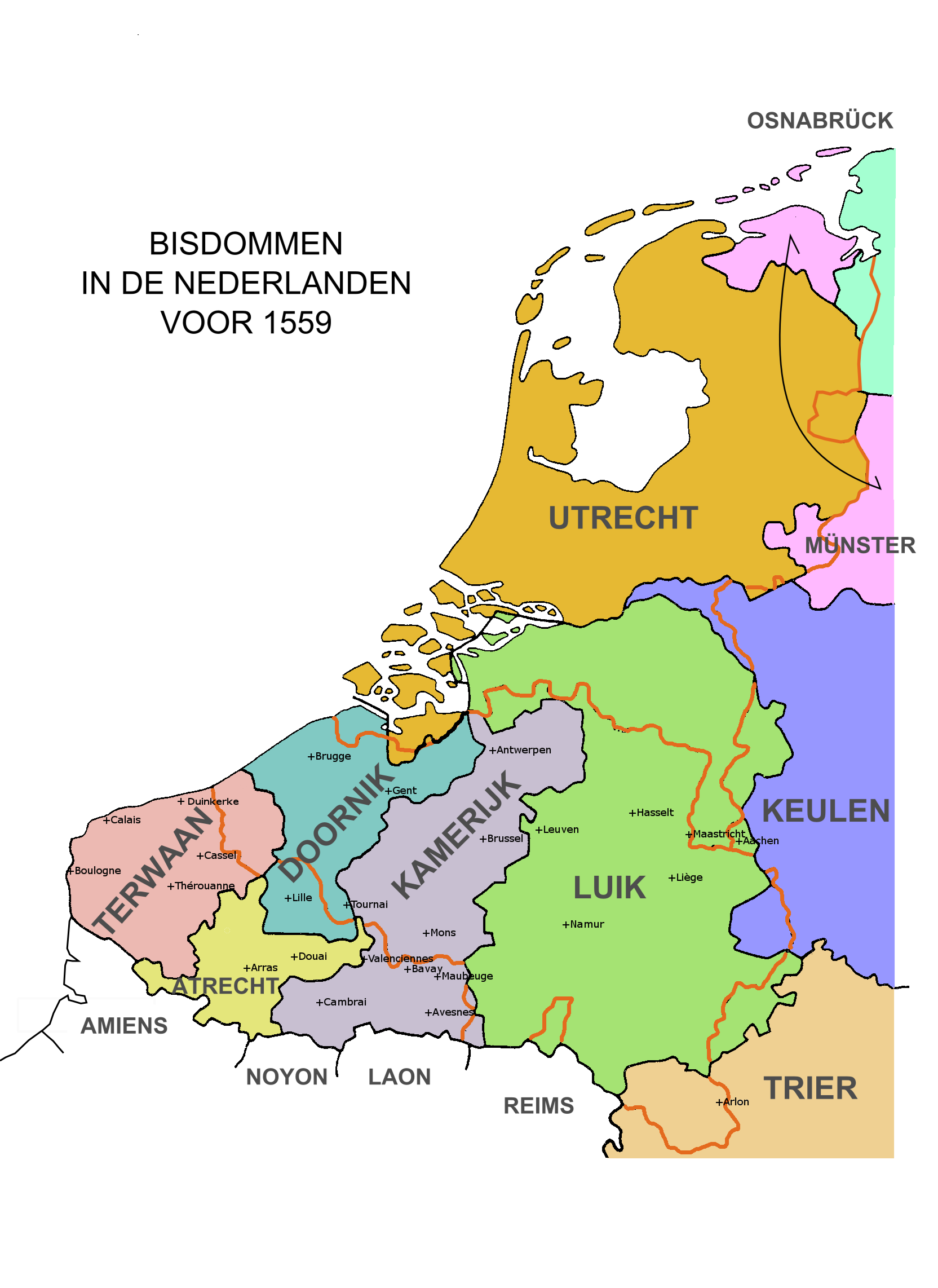
Bisdommen in de Nederlanden vóór Super universas

De structuur van de kerk was verouderd: het jongste bisdom was dat van Utrecht uit de achtste eeuw. De bisdommen in het huidige België, zoals Doornik en ook Atrecht, nu in Frankrijk, waren voortzettingen van de laatromeinse bisdommen. In de achtste eeuw bestonden alleen in het zuidelijke gedeelte enkele steden. Het noorden bestond uit onontgonnen land en enkele kleine nederzettingen van boeren en vissers langs rivieroevers en kusten. De bisschop kon in die tijd vrij gemakkelijk zijn macht uitoefenen. De bisdommen in deze streek vielen onder de aartsbisdommen van Keulen en Reims.
Datzelfde gebied was inmiddels uitgegroeid tot een van meest verstedelijkte gebieden van Europa. In de loop van de eeuwen vond er een wildgroei aan ambten plaats. Er waren kapittelkerken, proosdijen, aartsdiakenen, aartspriesters, en een hele reeks kloosters die naarmate ze verder van de bisschopszetel verwijderd waren, minder met de bisschop van doen hadden. Een groot deel van de bisschoppelijke macht was dus uit handen gegeven aan al deze kerkelijke instellingen.

## Aanloop
De bovengenoemde structuur, die niet meer was aangepast aan geografie, taalverschil en staatkundige grenzen, leidde ertoe dat corruptie en machtsmisbruik slecht konden worden bestreden, terwijl de opkomst van het protestantisme geen uitstel meer toeliet. Keizer Karel had reeds decennia terug grootscheepse hervormingen nagestreefd, maar de onderhandelingen die Karel van Lannoy in zijn naam voerde waren gestrand toen paus Adrianus VI in 1523 overleed. Ook in 1525-1530 waren er vruchteloze pogingen ondernomen om zes nieuwe bisdommen op te richten in de Nederlanden.

## Voorbereiding
In 1551-1552 werd een nieuw plan opgesteld, dat in grote lijnen overeenkwam met de structuur aangenomen in 1559. De architect en bedenker van de hervorming der bisdommen was de Leuvense theoloog Franciscus Sonnius. Maar de tijd bleek nog niet rijp, ook omdat Keizer Karel V niet onverdeeld achter de plannen stond. Met het aantreden van Filips II keerden de kansen en in het grootste geheim werd een commissie opgericht om de hervorming voor te bereiden. Viglius, Philippus Nigri en Ruard Tapper maakten er deel van uit. Sonnius werd door Filips II in 1558 naar de pauselijke curie gestuurd als pleitbezorger van de nieuwe indeling. Paus Paulus IV was de hervorming niet ongunstig genegen, maar een doorbraak kwam er pas in 1559 nadat kardinaal Carlo Carafa, een tegenstander van de plannen, in ongenade was gevallen en nadat tussen Spanje en Frankrijk de Vrede van Cateau-Cambrésis was gesloten.

## Uitvoering
De bul van 12 mei 1559 werd pas op 31 juli 1559 bekrachtigd door paus Paulus IV, die kort daarna overleed. Zijn opvolger Pius IV stuurde kardinaal Salvator Pacini naar de Nederlanden om de grenzen vast te leggen en de mandaten in te vullen. De onoverzichtelijke structuren werden hertekend en elke bisschopszetel kreeg een rijk convent toegewezen om de reorganisatie te financieren. Deze maatregel, maar ook het schrappen van lucratieve kerkelijke functies, leidde tot weerstand binnen de kerk. Desondanks vond de hervorming doorgang. Het nieuwe aartsbisdom Utrecht en zijn suffragane bisdommen waren een kort leven beschoren. Door de reeds ontstane onrust, hongersnood, beeldenstorm en uiteindelijk het begin van de Tachtigjarige Oorlog, bleven deze bisdommen, alhoewel niet formeel opgeheven, twintig jaar later alweer zonder bisschoppen.
De indeling in bisdommen in uitvoering van Super universas was als volgt:
- Aartsbisdom Kamerijk[2]
  - Bisdom Atrecht
  - Bisdom Doornik
  - Bisdom Namen
  - Bisdom Sint-Omaars
- Aartsbisdom Mechelen[3]
  - Bisdom Antwerpen
  - Bisdom Brugge
  - Bisdom Gent
  - Bisdom 's-Hertogenbosch
  - Bisdom Ieper
  - Bisdom Roermond
- Aartsbisdom Utrecht[4]
  - Bisdom Deventer
  - Bisdom Groningen[5]
  - Bisdom Haarlem
  - Bisdom Leeuwarden
  - Bisdom Middelburg

In de drieledige structuur valt een Nederlandstalig Noorden, een Nederlandstalig Zuiden en een Franstalig Zuiden te herkennen. De grens tussen Noord en Zuid werd gevormd door de Waal. De scheiding tussen de twee zuidelijke kerkprovincies volgde voor een groot deel, in het bijzonder binnen het hertogdom Brabant, de taalgrens. Meer naar het westen kreeg de staatkundige grens tussen Brabant en Henegouwen voorrang, zoals blijkt uit de toewijzing van de dekenij Halle aan het Franstalige bisdom Kamerijk. Een nog grotere afwijking was de incorporatie van de dekenijen Kortrijk-Izegem, Helkijn en Menen-Wervik bij het bisdom Doornik.
Het bisdom Utrecht besloeg grofweg de huidige provincies Utrecht en (Zuid- en West-)Gelderland en het gebied in Zuid-Holland, bezuiden Leiden; bij Deventer was dat Overijssel (en Noord- en Oost-Gelderland) (en ook het toenmalige eiland Urk), bij Groningen: Drenthe en Groningen; bij Haarlem: Noord- en Zuid-Holland, meer specifiek Noord-Holland en het midden van Holland; bij Leeuwarden: Friesland; bij Middelburg: Zeeland. Roermond en 's-Hertogenbosch, die toen suffraganen van Mechelen werden, besloegen grofweg Nederlands-Limburg en Gelderland beneden de Waal en resp. oostelijk Noord-Brabant, West-Noord-Brabant maakte onderdeel uit van het Bisdom Antwerpen.

## Gevolgen
De in het geheim voorbereide hervorming was impopulair bij de hoge adel, die kerkelijke functies zag verdwijnen omdat zij niet de vereiste theologie-diploma's hadden. Het was evenzeer impopulair bij de abten, die welvarende abdijen aangewend zagen worden om bisschoppen te financieren. In de steden vreesde men dat de al bekende inquisitie vervangen zou worden door de Spaanse Inquisitie, waar gruwelijke verhalen de ronde over deden, die niet noodzakelijk waren gebaseerd op de realiteit — de zogenaamde zwarte legende. Voorts was er verzet tegen de aanstelling van Granvelle tot aartsbisschop van Mechelen en dus primaat van de Nederlanden. De Liga tegen Granvelle van de hoge adel zou hem uiteindelijke dwingen de Nederlanden te verlaten. Deze gevolgen van Super universas leidden met de economische problemen, de godsdiensttwisten en de particularistische tendenzen uiteindelijk tot de Opstand.
Hoewel in het Nederland van boven de rivieren de uitvoering destijds niet definitief gelukt is, kan men dat niet zeggen van de andere nieuwe bisdommen. Zowel het tegengaan van corruptie als het tegengaan van het protestantisme, de twee belangrijkste doelen van deze bul, zijn goeddeels gehaald.

## Huidige indeling
Ter vergelijking de huidige indeling in bisdommen in België, Nederland en Nord-Pas-de-Calais:
- Aartsbisdom Rijsel
  - Aartsbisdom Kamerijk
  - Bisdom Atrecht

Hoewel Kamerijk nog altijd een aartsbisdom is, is het tegenwoordig een suffragaan van het aartsbisdom Rijsel, dat pas in 1913 werd opgericht. Het bisdom Sint-Omaars verdween door het Concordaat van 1801. 
- Aartsbisdom Mechelen-Brussel
  - Bisdom Antwerpen
  - Bisdom Brugge
  - Bisdom Doornik
  - Bisdom Gent
  - Bisdom Hasselt
  - Bisdom Luik
  - Bisdom Namen

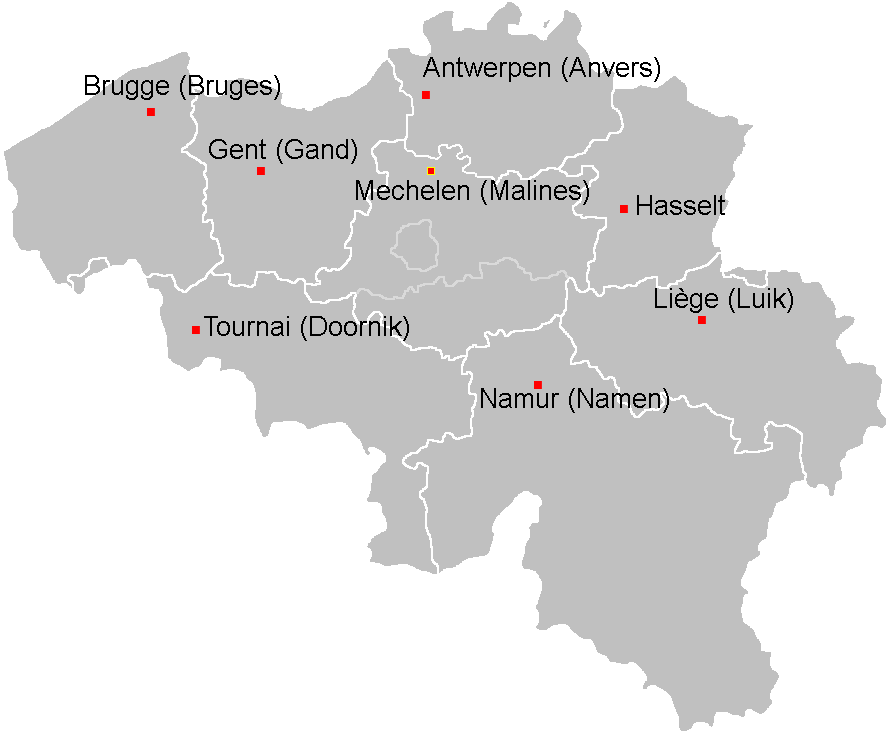
De acht Belgische bisdommen

Het aartsbisdom Mechelen heet tegenwoordig het aartsbisdom Mechelen-Brussel. Doornik en Namen zijn tegenwoordig suffraganen van Mechelen-Brussel, en niet van Kamerijk. Ook Luik, dat in 1559 nog niet tot de Nederlanden behoorde, is tegenwoordig een suffragaan van Mechelen-Brussel; ’s-Hertogenbosch en Roermond zijn daarentegen suffraganen van Utrecht geworden. Brugge en Antwerpen werden weliswaar opgeheven door het Concordaat van 1801, maar werden in 1834 resp. in 1961 heropgericht. Het bisdom Ieper, dat bij dat Concordaat eveneens werd afgeschaft, werd niet meer hersteld. Het nieuwe bisdom Hasselt, dat bestaat uit het van Luik losgemaakte Limburg, werd opgericht in 1967. Tot slot was er van 1920 tot 1925 een kortstondig bisdom Eupen-Malmedy, alvorens de Belgische Oostkantons werden geïntegreerd in het bisdom Luik.
- Aartsbisdom Utrecht
  - Bisdom Breda
  - Bisdom Groningen-Leeuwarden
  - Bisdom Haarlem-Amsterdam
  - Bisdom Rotterdam
  - Bisdom 's-Hertogenbosch
  - Bisdom Roermond

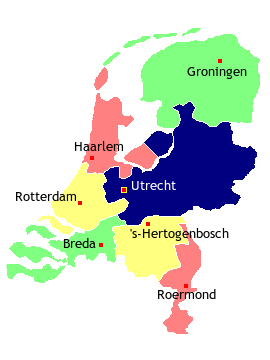
De zeven Nederlandse bisdommen

Pas in 1853 vond het herstel van de bisschoppelijke hiërarchie in Nederland plaats. Daarbij werden echter slechts vier van de oude bisdommen hersteld: Haarlem, Roermond, ’s-Hertogenbosch en Utrecht. Roermond en ’s-Hertogenbosch werden dus suffraganen van Utrecht, en niet van Mechelen. Het grondgebied van het oude bisdom Middelburg ging naar Haarlem; dat van Deventer, van Groningen en van Leeuwarden naar Utrecht. Er werd echter wel een vijfde bisdom opgericht: het bisdom Breda, dat de westelijke helft van Noord-Brabant voor zijn rekening nam. In de jaren 50 werd het bisdom Groningen heropgericht, dat echter ook het grondgebied van het oude bisdom Leeuwarden beslaat: naast Drenthe en Groningen bevat het immers ook Friesland. Op dat moment werd eveneens het nieuwe bisdom Rotterdam opgericht, dat de provincie Zuid-Holland ging beslaan. Zeeland ging toen ten slotte van Haarlem naar Breda. In het begin van de eenentwintigste eeuw veranderden tot slot twee bisdommen van naam: Haarlem werd Haarlem-Amsterdam en Groningen werd Groningen-Leeuwarden.